# William Farr

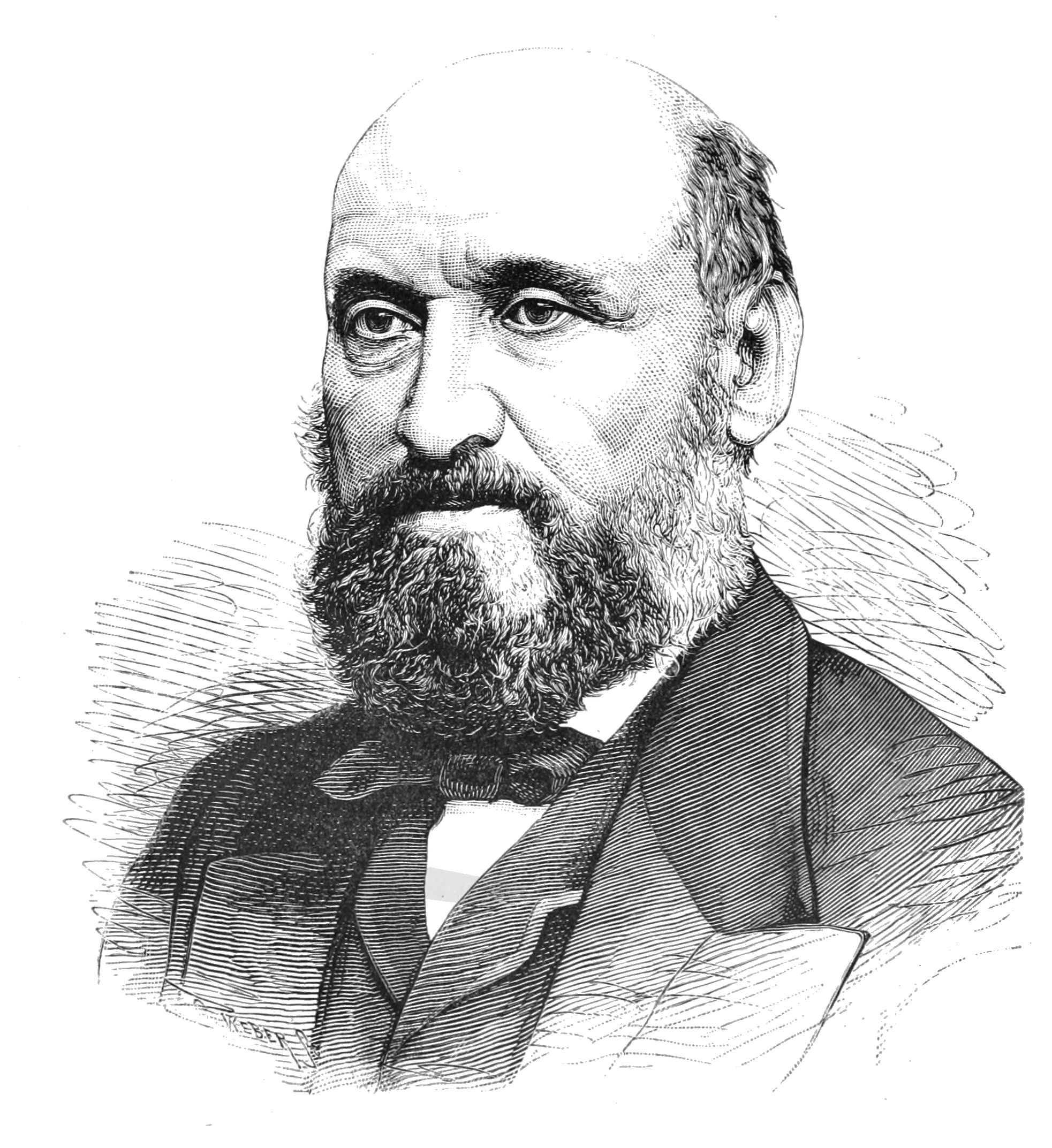
William Farr

William Farr (ur. 1807, zm. 1883) – brytyjski epidemiolog i statystyk, pionier statystyki medycznej. Prowadził badania nad epidemią cholery, która miała miejsce w Wielkiej Brytanii w połowie XIX wieku.